# هوجو-جی
هوجو-جی (به ژاپنی: 法成寺 Hōjō-ji)، معبد بودایی در کیوتو بود که برای مدتی یکی از عالی‌ترین معابد بودیسم ژاپنی بود.
این معبد در حدود سال ۱۰۱۷ توسط فوجیوارا نو میچیناگا ساخته شد. وقف تالار طلایی آن در سال ۱۰۲۲ در حماسه تاریخی ایگا مونوگاتاری به تفصیل آمده است. امپراتور گو-ایچیجو در این مراسم شرکت کرد، و بنابراین تمام تلاش‌ها برای اطمینان از اینکه مراسم تا حد امکان مجلل و کامل باشد انجام شد.